# Nannaria austricola
Nannaria austricola är en mångfotingart som beskrevs av Hoffman 1950. Nannaria austricola ingår i släktet Nannaria och familjen Xystodesmidae. Inga underarter finns listade i Catalogue of Life.